# Bircenna
Bircenna (in greco antico: Βιρκέννα?; IV secolo a.C. – III secolo a.C.) è stata una principessa degli Illiri e poi regina dell'Epiro avendo sposato Pirro, re dell'Epiro dal 292 a.C. al 272 a.C..

## Biografia
Figlia di Bardylis II di Dardania, fu una delle cinque mogli di Pirro; lo sposò intorno al 292 a.C. Pirro sposò Bircenna per ragioni diplomatiche, ovvero per accrescere il suo potere nel sud dell'Illiria visto che era alleato del padre di Bircenna. Bircenna ebbe un figlio di nome Eleno, che in giovane età accompagnò il padre nella sua ambiziosa campagna condotta nella penisola italiana. Lanassa, una delle mogli di Pirro, lo aveva lasciato affermando che si prendeva più cura delle sue mogli "barbare".